# Quartese
Il quartese era un onere reale, ovvero una prestazione a carico periodico, dovuto alla parrocchia o altro ente ecclesiastico dello Stato Pontificio come quarantesima parte dei frutti raccolti dai proprietari di terre e beni posti nelle sue vicinanze.
Benché non ne sia certa l'origine, si presuppone fosse stato introdotto nel IX secolo come divisione delle decime domenicali dovuta alle Diocesi in quattro frazioni che andavano rispettivamente a beneficio del vescovo, in aiuto della popolazione più abietta, alla manutenzione dello stabile della chiesa e infine al clero per il suo sostentamento.